# 褐帶格粒螺
褐帶格粒螺（学名：Inella iniqua）为左錐螺科格粒螺屬下的一个种。